# 당버들
당버들은 한반도 각처의 하천가에 나는 낙엽교목으로 높이 20m, 지름 70cm 정도이다. 나무껍질은 회색을 띤다. 잎은 거꿀달걀형 또는 넓은 타원형으로, 가장자리에 잔 톱니가 있고, 뒷면은 흰색이 돌며, 표면은 광택이 난다. 꽃은 유이꽃차례를 이루고 암수딴그루이며 잎보다 먼저 핀다. 수꽃의 수술은 8-20개, 포에는 결각이 있고, 꽃덮이는 술잔 모양으로 연한 황색을 띤다. 열매는 삭과로 넓은 계란형이다. 개화기는 4월, 결실기는 5월이며 황철나무에 비해 잎자루에 털이 없다. 가로수·제지용·건축재·가구재로 이용한다.